# حمام تشماه
حمام تشماه (بالفارسية: حمام چماه) هو حمام تاريخي يعود إلى القاجاريون، ويقع في كوهبنان.